# Isabelle Carlson
Isabelle Carlson (* 17. Juli 1944 als Isabelle Stumpf in Freiburg im Breisgau) ist eine deutsche Theater- und Fernsehschauspielerin.

## Leben und Wirken
Isabelle Stumpf ist die Tochter von Wolfgang Stumpf und der Schauspielerin Christine Mylius sowie die jüngere Schwester von Andrea Jonasson und Angelika Stumpf. Über den Vater und Mutter knüpfte sie bereits 1958 ihren ersten Filmkontakt, der sie an die Seite von Hans Albers führte. Nach Besuch der Schauspielschule gab sie ihr Debüt an Hamburgs Jungen Theater mit der Rolle der Emily in Thornton Wilders Unsere kleine Stadt. Es folgten Verpflichtungen nach Baden-Baden und Basel. Mit Viktor de Kowa ging Isabelle Stumpf auch auf Theatertournee. Seit den 80er Jahren nannte sie sich nach ihrer schwedischen Großmutter Isabelle Carlson.
Sie trat auch weiterhin auf Theaterbühnen auf, unter anderem in München, Nürnberg und Berlin. Außerdem wirkte sie in vielen Filmen und Fernsehserien mit. Einem größeren Publikum wurde sie unter ihrem nunmehrigen Pseudonym bekannt durch ihre Rolle als Barbara von Sterneck in der ARD-Soap Verbotene Liebe, die sie 1995 184 Folgen lang verkörperte, ehe sie die Rolle ab Folge 187 (offiziell) an Manuela Alphons abgab. 
Carlson lebt in Berlin.

## Filmografie (Auswahl)
unter dem Namen Isabelle bzw. Isabel Stumpf
- 1958: 13 kleine Esel und der Sonnenhof (Kinofilm)
- 1961: Die Schatten werden länger (Kinofilm)
- 1962: Der Walzer der Toreros
- 1962: Hütet eure Töchter! (Kinofilm)
- 1964: Das wissen die Götter (drei Folgen)
- 1964: Nebelmörder (Kinofilm)
- 1964: Campingplatz
- 1965: Ein Volksfeind
- 1965: Auf halbem Weg zum Paradies
- 1965: Die Komödie vom Reineke Fuchs
- 1965: Niemandsland
- 1966: Der Mitbürger
- 1966: Das Rätsel von Foresthouse
- 1968: Gold für Montevasall
- 1971: Love-In
- 1972: Im Auftrag von Madame Staffel 1, Folge 1
- 1972: Das Kurheim (Serie)
- 1973: Hamburg Transit (eine Folge)
- 1974: Silverson
- 1975: Nach der Scheidung
- 1975: Motiv Liebe: Anonym
- 1977: Reinhard Heydrich - Manager des Terrors

unter dem Namen Isabelle Carlson
- 1984–2000: Tatort (Fernsehreihe)
  - 1984: Heißer Schnee
  - 2000: Der schwarze Skorpion
- 1995: Es muss nicht immer Mord sein
- 1995: Die Männer vom K3
- 1994: Charlie & Louise – Das doppelte Lottchen
- 1995: Verbotene Liebe
- 1999–2000: Großstadtrevier
- 2000: St. Angela
- 2000: Doppelter Einsatz